# Merchant of Venus
머천드 오브 비너스(Merchant of Venus, 금성의 상인)는 아발로 힐(Avalon Hill)사가 1998년에 발행한 보드 게임으로, 은하 문명 재각성 동안의  은하계 미개척지를 배경으로 하고 있다. 플레이어들은 상인이 되어 오랫동안 잊혀진 문명 증서를 발견, 상품을 사고 팔며 게임보드를 이동한다. 1~6인용이지만 시합에서는 대개 4명이 게임한다. 솔리테르(solitaire)는 군사적 경쟁과 전투에 크게 의존하는 일인 버전으로 다른게임 메커니즘을 가지고 있다.
게임 이름은 세익스피어 연극 머천드 오브 비너스의 동음이어의(pun)이지만, 실제로 금성 행성은 게임에 없다.

## 목표
게임의 목표는 일정한 금액의 재산(1,000 달러, 2000 달러, 3000 달러 또는 4000 달러)을 취득하는 것이다. 현금 및 증서로 요구된 액수를 보유한 첫 플레이어가 승자로 선언된다.

## 전략
게임의 길이는 전략에 영향을 끼친다. 짧은 게임에서 무역로의 개발이 잘 안되는 반면에 좀 더 긴 게임에서는광범위하게 개발된다.
적어도 게임의 두 단계가 예측 가능하다. 게임 초기에 플레이어들은 무역이 가능한 14개의 태양계에서 문화의 독자성을 발견하고 종종 문명 이전 시대의 귀중한 유물을 찾는다. 문화를 발견하면, 플레이어들은 제품을 구입하는 데 사용할 수 있는 보너스를 얻는다. 게임보드가 크게 공개되면, 구축한 문화에서 얻은 제품을 요구하는 다른 종족을 건설하는 데 게임의 초점을 맞춘다. 공장의 미드게임 구매 및 궤도 항구(다른 플레이어들이 그 포트를 이용할 때 수수료를 지불해야 함)에 효과적으로 투자를 하는 플레이어들이 종종 승자가 된다. 플레이어가 승리에 근접했는지의 판단은 얼마나 많은 증서를 보유하고 있는 지로 알 수 있다.
게임 이후에, 여러 거래에 대한 판매, 구입 및 수수료를 계산하는 것은 상대적으로 복잡한 이벤트가 될 수 있다. 특히, 플레이어들이 빠른 시합을 기대하고 있을 때.
기발한 테마뿐만 아니라 잠재적인 승리 전략 및 플레이어들의 흥미진진한 결정력을 요구하는 게임이라서 부분적인 출판 이후에도 수십 년간 인기를 유지하고 있다.

## 2012년 두 번째 판본
2011년 10월 24일,  게임 발행사 Stronghold Games는 2015년 출시를 위해 Richard Hamblen 디자이너와 재발행에 합의했다고 발표했다. 그 날 이후, 게임사  Fantasy Flight Games는 아발로 힐의 게임 구입을 취득한 해즈브로(Hasbro)에서 게임의 재발행 권리를 획득했다고 발표했다. 두 회사는 이후에 화기애애한 분위기를 유지하면서 권리 및 게임 발행 의도를 주장하는 성명서를 발표했다.
2012년 6월 27일, Stronghold Games와 Fantasy Flight Games는 그 게임의 운명에 관한 합의에 도달했음을 발표했다. 두 번째 판본은 Fantasy Flight Games가  Stronghold Games와 기획 논의를 통해 2012년 11월에 출시했다. 그것은 양면 게임 보드와 규칙 두 세트를 포함하고 있어서 원판과 동시대 보드게임 디자인과 쌍벽을 이루는 최신판을 함께 게임할 수 있다.